# Quintanar de la Sierra
Quintanar de la Sierra ist ein Ort und eine zur bevölkerungsarmen Region der Serranía Celtibérica gehörende Gemeinde (municipio) mit insgesamt nur noch 1.513 Einwohnern (Stand: 2024) in der nordspanischen Provinz Burgos in der Autonomen Gemeinschaft Kastilien-León.

## Lage und Klima
Der Ort Quintanar de la Sierra liegt am Oberlauf des Río Arlanza ca. 15 km südlich der Sierra de Neila in einer Höhe von ca. 1100 m. Die Provinzhauptstadt Burgos ist knapp 83 km (Fahrtstrecke) in nordwestlicher Richtung entfernt; die Kleinstadt Salas de los Infantes liegt nur ca. 25 km nordwestlich. Das Klima ist gemäßigt bis warm; Regen (ca. 590 mm/Jahr) fällt hauptsächlich im Winterhalbjahr.

## Bevölkerungsentwicklung
| Jahr      | 1857  | 1900  | 1950  | 2000  | 2018  |
| Einwohner | 1.115 | 1.402 | 2.919 | 2.078 | 1.690 |

Quintanar de la Sierra ist einer der wenigen Orte der Serranía Celtiberica, deren Bevölkerungszahl seit den 1950er Jahren nicht so stark gesunken ist.

## Wirtschaft
Quintanar de la Sierra liegt an der ehemaligen und auch heute noch genutzten Straße zwischen Soria und Burgos. Über die sonst übliche Selbstversorgungswirtschaft hinaus kamen folglich auch Waren und Gedanken in die Kleinstadt, in der sich Händler, Handwerker und Dienstleister niederließen. Heute spielt auch der Sommertourismus eine nicht unbedeutende Rolle im Wirtschaftsleben der Gemeinde.

## Geschichte
Funde aus keltischer, römischer, westgotischer und selbst aus islamisch-maurischer Zeit fehlen. Die ursprünglich als Sommerweide dienende Gegend wurde wahrscheinlich bereits Ende des 9. Jahrhunderts vom Grafen Diego Rodríguez Porcelos zurückerobert (reconquista); ihre Wiederbesiedlung (repoblación) erfolgte hauptsächlich durch Christen aus dem Norden der Iberischen Halbinsel.

## Sehenswürdigkeiten

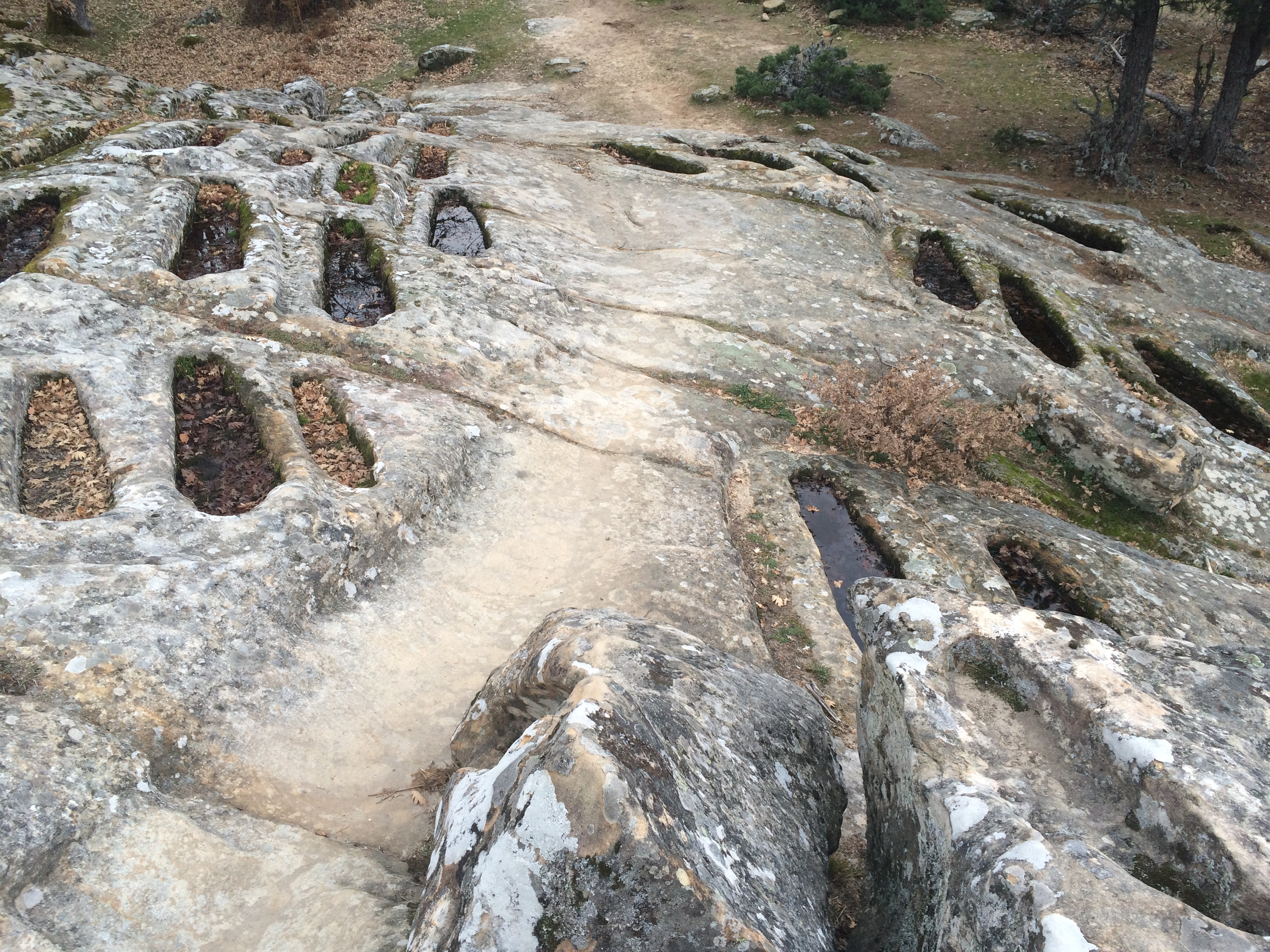
Nekropole von Cuyacabras

- Die örtliche Pfarrkirche (Iglesia de San Cristóbal) ist dem hl. Christophorus, dem Schutzpatron der Reisenden und Fuhrleute, geweiht und stammt aus der Zeit um 1630. Die dreischiffige Renaissance-Hallenkirche verfügt über spätgotisch anmutende Sterngewölbe und mehrere barocke Altarretabel (retablos); sie zeugt von der einstigen Bedeutung des Ortes. Neben der Kirche befinden sich einige mittelalterliche Sarkophage und Felsgräber.
- Die Plaza Mayor mit dem auf Arkaden ruhenden Rathaus (ayuntamiento) und einem Musikpavillon ist durchaus sehenswert.

Umgebung
- Auf einer grünen Wiese (prado) unweit des Ortes steht die barocke Ermita de Nuestra Señora de la Guía.
- Die in einem ca. 4,5 km östlich gelegenen Wald befindliche Nekropole von Cuyacabras zählt etwa 50 in einen Felsaufschluss gehauene anthropomorphe Gräber des 9.–12. Jahrhunderts; weitere Gräber sind bei den Ausgrabungen ermittelt worden. Die Felsgräber gehörten zu einem im Mittelalter besiedelten, später aber aufgegebenen Ort (despoblado), von dessen Kirche geringe Reste vorhanden sind.
- Beim ca. 5 km südöstlich gelegenen Weiler (pedanía) Comunero de Revenga befindet sich eine weitere Nekropole mit über 100 Gräbern. In der Bodenplatte befindet sich überdies ein rundes Taufbecken (pila bautismal).